# Borja Iglesias
Borja Iglesias Quintás (Santiago de Compostela, La Coruña, 17 de enero de 1993) es un futbolista español. Juega como delantero en el R. C. Celta de Vigo de la Primera División de España.

## Trayectoria

### Inicios
Nació en Santiago de Compostela, donde se inició en las categorías inferiores del equipo local Santiago FC. En 2007 pasó a la cantera del Valencia C. F., en la que permaneció tres temporadas. En el equipo ché solía jugar de extremo, con Paco Alcácer que hacía las funciones de delantero centro.
En 2010 se incorporó a la cantera del Villarreal C. F. En su primera campaña jugó en el Club Deportivo Roda, club satélite del Villarreal, donde llevó a su equipo a la 5.ª posición con 15 goles. En la campaña 2011-12 jugó en el equipo juvenil del Villarreal y, al año siguiente, fue jugador del Villarreal C. F. "C" de la Tercera División de España, donde finalizó su etapa con 11 goles.

### Celta "B" / Celta
El 9 de julio de 2013 fichó por el Celta de Vigo, como apuesta de futuro del club gallego, incorporándose al equipo filial con el que debutó en la Segunda División B.
El 3 de enero de 2015 disputó su primer partido con el primer equipo del Celta en la Primera División, al entrar en el minuto setenta y ocho como sustituto de Santi Mina, en la derrota como visitante del equipo vigués contra el Sevilla Fútbol Club. Un año después jugó su segundo encuentro oficial con el Celta de Vigo en el triunfo por 2 a 0 ante el Cádiz en Copa del Rey.
El 22 de diciembre de 2016, durante la previa del partido de Copa del Rey contra el UCAM Murcia recibió el reconocimiento por parte del Celta de Vigo como máximo goleador histórico del filial superando a Goran Marić. Esa temporada acabaría marcando treinta y dos goles, siendo el máximo goleador de los 80 equipos de Segunda División B. Alcanzó los 75 goles oficiales con el filial celeste.

### Real Zaragoza
Tras su brillante temporada como máximo goleador de la categoría de bronce del fútbol español, y con potencial como delantero centro, el Real Zaragoza se hizo con la cesión del jugador compostelano.
El 27 de agosto logró, de penalti, su primer tanto en Segunda División con la camiseta blanquilla. En la siguiente jornada logró un doblete, ante el Córdoba a domicilio, en la primera victoria del club maño de la temporada. El 27 de mayo logró su primer triplete como profesional, en el triunfo por 3 a 2 ante el Real Valladolid. Finalizó la temporada de liga con el equipo maño con 23 goles, fue así el máximo goleador del equipo y tercer máximo goleador de la Segunda División, llevando al equipo hasta la tercera posición tras una espectacular remontada en la segunda vuelta.
El 11 de junio de 2018 publicaba en Twitter una larga carta de despedida hacia el club y sus aficionados, donde agradecía todo el apoyo recibido desde el primer día y despidiéndose con un "hasta pronto", después de anunciarse su regreso al Celta de Vigo.

### R. C. D. Espanyol
El 9 de julio de 2018 firmó contrato con el R. C. D. Espanyol por cuatro temporadas, después de pagar el importe de su cláusula de rescisión que ascendía a 10 millones de euros.
El 26 de agosto logró su primer tanto en Primera División, en su segundo encuentro disputado con el club catalán, en la victoria por 2 a 0 ante el Valencia. Dos meses después anotó su primer doblete frente a la SD Huesca (0-2). Marcaría consecutivamente en las siguientes cuatro jornadas del campeonatoː ante Valladolid, Athletic Club, Sevilla y Girona. El 2 de marzo convirtió el gol más rápido de la temporada, cuando solo habían transcurrido 18 segundos de partido, ante el Real Valladolid en el RCDE Stadium (3-1).
Llegó a comenzar la pretemporada 2019/20 en el club periquito y disputó tres partidos de previa de Liga Europa de la UEFA, en los que logró tres goles.

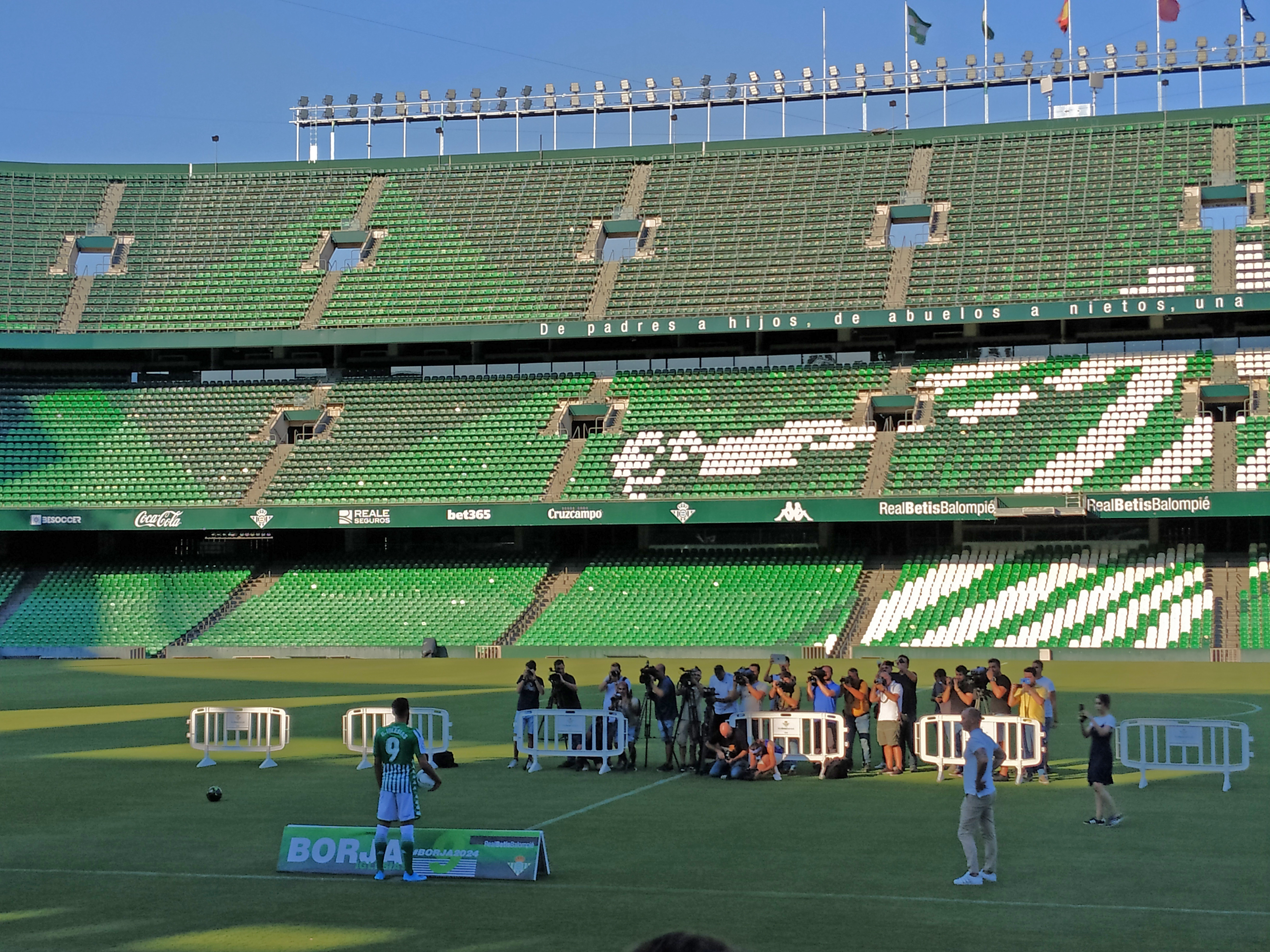
Presentación de Borja Iglesias con el Real Betis Balompié el 16 de agosto de 2019.

### Real Betis Balompié
El 14 de agosto de 2019 firmó por el Real Betis Balompié en un traspaso por su cláusula de rescisión de 28 millones de euros.
Ganó la Copa del Rey con el Betis en 2022 marcando un gol en la final y siendo el jugador más valorado del partido.
Comenzó bien su cuarta temporada con el equipo andaluz, siendo elegido por la Liga Nacional de Fútbol Profesional (LaLiga) como <<Mejor Jugador de La Liga Santander>> en agosto de 2022, merced a los cuatro tantos que marcó en los partidos disputado ese mes y que le llevaron a ser convocado por la selección española.
El 27 de enero de 2024 se hizo oficial su salida de la entidad verdiblanca para finalizar la campaña como cedido en el Bayer 04 Leverkusen. Con este equipo ganó la 1. Bundesliga y la Copa de Alemania, pero contó con pocas oportunidades.

### Regreso a Vigo
La temporada 2024-25 volvió a salir del Real Betis Balompié en forma de cesión, volviendo esta vez al R. C. Celta de Vigo. Durante el curso consiguió once goles y ayudó al equipo a conseguir la clasificación para la Liga Europa de la UEFA. Tras la cesión el club se aseguró su continuidad y el 12 de agosto firmó por dos años más un tercero opcional.

## Selección nacional
El 16 de septiembre de 2022 fue convocado por Luis Enrique para los encuentros correspondientes de la Liga de Naciones de la UEFA 2022-23 de la selección española ante Suiza y Portugal. Debutó el día 24 ante los suizos, jugando media hora y no pudiendo ayudar a la selección a evitar la derrota. No volvió a ser convocado.
Con estos 30 minutos acumulados como internacional, el 25 de agosto de 2023 anunció su renuncia a seguir jugando en la Selección nacional como protesta ante la polémica en torno al presidente de la RFEF, Luis Rubiales.

## Vida personal

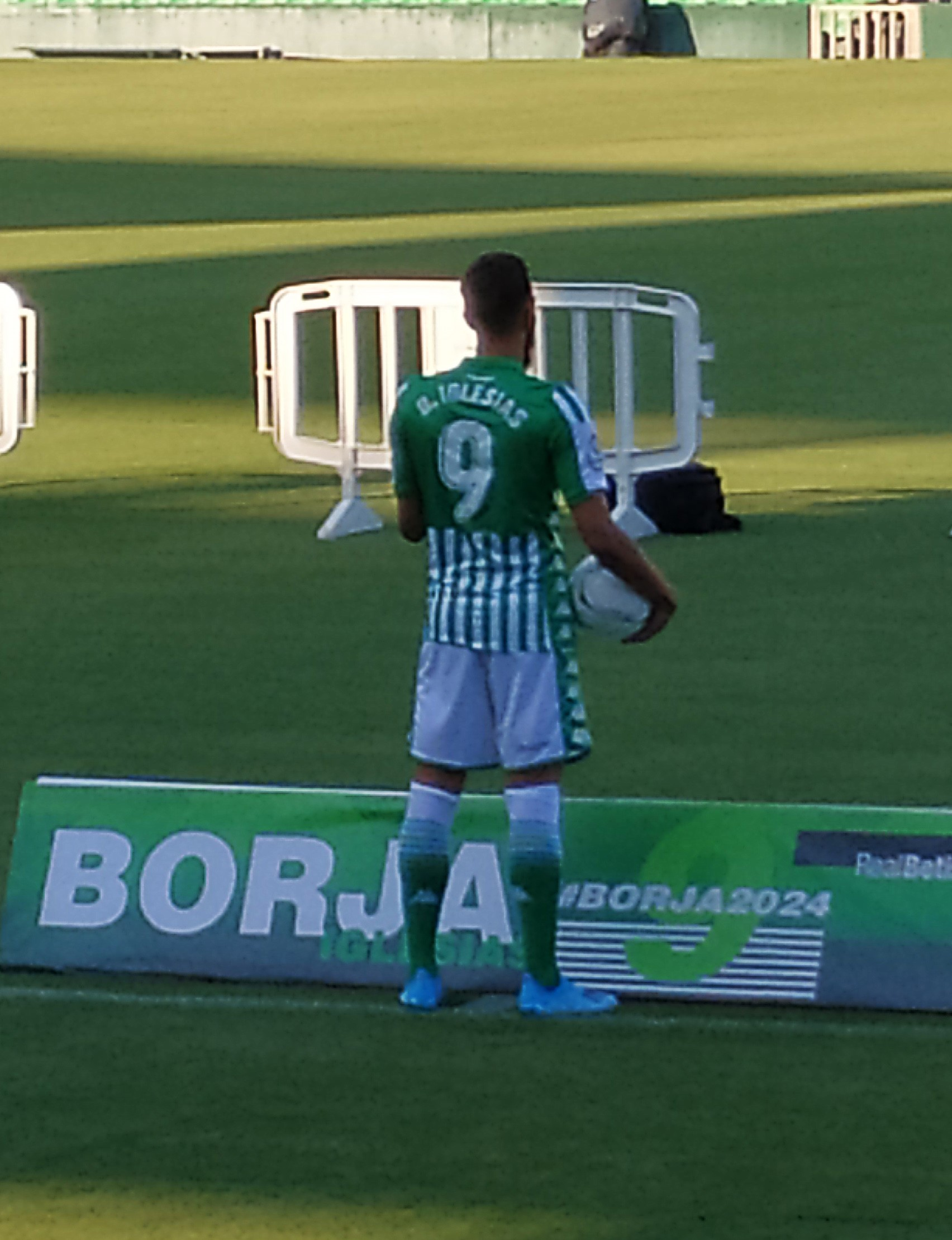
Presentación del jugador Borja Iglesias con el Real Betis Balompié.

Fue apodado Panda por la canción de mismo nombre del rapero Desiigner.
En 2020, llamó la atención al pintarse las uñas de negro en señal de apoyo al movimiento Black Lives Matter, y como gesto contra la homofobia en el fútbol profesional, aplaudido por el actor Brays Efe. Sobre sus opiniones políticas, explicó: «El futbolista tiende a ir un poquito más a la derecha porque a veces valoramos mucho el tema económico. Para mí, por ejemplo, no sólo vale eso. Quiero decir, yo prefiero pagar más y vivir en un país que en el que me gusta lo que se hace con ese dinero». En la línea de activismo y como reconocido heteroaliado, en junio de 2023 publicó un vídeo sobre una realidad alternativa en la que él, inmerso en un mundo de mayoría homosexual, sale del armario públicamente como heterosexual, con todas las implicaciones que tendría tras ello.

## Estadísticas

### Clubes
Actualizado al último partido disputado el 24 de mayo de 2025.
| Club                             | Div.          | Temporada     | Liga  | Liga  | Copas nacionales | Copas nacionales | Copas internacionales | Copas internacionales | Total | Total |
| Club                             | Div.          | Temporada     | Part. | Goles | Part.            | Goles            | Part.                 | Goles                 | Part. | Goles |
| -------------------------------- | ------------- | ------------- | ----- | ----- | ---------------- | ---------------- | --------------------- | --------------------- | ----- | ----- |
| R. C. Celta de Vigo "B" · España | 2.ª B         | 2013-14       | 35    | 13    | —                | —                | —                     | —                     | 35    | 13    |
| R. C. Celta de Vigo "B" · España | 2.ª B         | 2014-15       | 36    | 17    | —                | —                | —                     | —                     | 36    | 17    |
| R. C. Celta de Vigo · España     | 1.ª           | 2014-15       | 1     | 0     | 0                | 0                | —                     | —                     | 1     | 0     |
| R. C. Celta de Vigo · España     | 1.ª           | 2015-16       | 0     | 0     | 1                | 0                | —                     | —                     | 1     | 0     |
| R. C. Celta de Vigo "B" · España | 2.ª B         | 2015-16       | 36    | 11    | —                | —                | —                     | —                     | 36    | 11    |
| R. C. Celta de Vigo "B" · España | 2.ª B         | 2016-17       | 39    | 34    | —                | —                | —                     | —                     | 39    | 34    |
| R. C. Celta de Vigo "B" · España | Total club    | Total club    | 146   | 75    | 0                | 0                | 0                     | 0                     | 146   | 75    |
| Real Zaragoza · España           | 2.ª           | 2017-18       | 41    | 22    | 2                | 1                | —                     | —                     | 43    | 23    |
| Real Zaragoza · España           | Total club    | Total club    | 41    | 22    | 2                | 1                | 0                     | 0                     | 43    | 23    |
| R. C. D. Espanyol · España       | 1.ª           | 2018-19       | 37    | 17    | 6                | 3                | —                     | —                     | 43    | 20    |
| R. C. D. Espanyol · España       | 1.ª           | 2019-20       | —     | —     | —                | —                | 3                     | 3                     | 3     | 3     |
| R. C. D. Espanyol · España       | Total club    | Total club    | 37    | 17    | 6                | 3                | 3                     | 3                     | 46    | 23    |
| Real Betis Balompié · España     | 1.ª           | 2019-20       | 35    | 3     | 2                | 0                | —                     | —                     | 37    | 3     |
| Real Betis Balompié · España     | 1.ª           | 2020-21       | 28    | 11    | 4                | 2                | —                     | —                     | 32    | 13    |
| Real Betis Balompié · España     | 1.ª           | 2021-22       | 33    | 10    | 8                | 5                | 10                    | 4                     | 51    | 19    |
| Real Betis Balompié · España     | 1.ª           | 2022-23       | 35    | 15    | 2                | 0                | 6                     | 0                     | 43    | 15    |
| Real Betis Balompié · España     | 1.ª           | 2023-24       | 11    | 0     | 1                | 1                | 6                     | 1                     | 18    | 2     |
| Real Betis Balompié · España     | Total club    | Total club    | 142   | 39    | 17               | 8                | 22                    | 5                     | 181   | 52    |
| Bayer 04 Leverkusen · Alemania   | 1.ª           | 2023-24       | 7     | 0     | 1                | 0                | 2                     | 0                     | 10    | 0     |
| Bayer 04 Leverkusen · Alemania   | Total club    | Total club    | 7     | 0     | 1                | 0                | 2                     | 0                     | 10    | 0     |
| R. C. Celta de Vigo · España     | 1.ª           | 2024-25       | 37    | 11    | 2                | 0                | ―                     | ―                     | 39    | 11    |
| R. C. Celta de Vigo · España     | 1.ª           | 2025-26       | 0     | 0     | 0                | 0                | 0                     | 0                     | 0     | 0     |
| R. C. Celta de Vigo · España     | Total club    | Total club    | 38    | 11    | 3                | 0                | 0                     | 0                     | 41    | 11    |
| Total carrera                    | Total carrera | Total carrera | 411   | 164   | 29               | 12               | 27                    | 8                     | 467   | 184   |
| 1. 2.                            |               |               |       |       |                  |                  |                       |                       |       |       |

### Tripletes
| 1 | 8 de abril de 2017  | Barreiro, Vigo                     | Celta de Vigo B - U. D. Somozas       |  | 6 - 0 | Segunda División B 2016-17 |
| 2 | 27 de mayo de 2018  | La Romareda, Zaragoza              | Real Zaragoza - Real Valladolid C. F. |  | 3 - 2 | Segunda División 2017-18   |
| 3 | 19 de abril de 2025 | Olímpico Lluís Companys, Barcelona | F. C. Barcelona - Celta de Vigo       |  | 4 - 3 | Primera División 2024-25   |

## Palmarés

### Títulos nacionales
| Título           | Club                | País     | Año  |
| ---------------- | ------------------- | -------- | ---- |
| Copa del Rey     | Real Betis Balompié | España   | 2022 |
| Bundesliga       | Bayer 04 Leverkusen | Alemania | 2024 |
| Copa de Alemania | Bayer 04 Leverkusen | Alemania | 2024 |

### Distinciones individuales
| Distinción                                          | Año  |
| --------------------------------------------------- | ---- |
| Máximo goleador de la Segunda División B (34 goles) | 2017 |
| Mejor jugador de La Liga 123 en octubre.            | 2017 |
| Mejor jugador de la final de la Copa del Rey        | 2022 |
| Máximo goleador de la Copa del Rey (5 goles)        | 2022 |
| Mejor jugador de La Liga en agosto.                 | 2022 |